# ویکتور بارتون
ویکتور بارتون (انگلیسی: Victor Barton; ۶ اکتبر ۱۸۶۷ – ۲۳ مارس ۱۹۰۶) بازیکن فوتبال، و بازیکن کریکت اهل پادشاهی متحد بریتانیای کبیر و ایرلند بود.
از باشگاه‌هایی که در آن بازی کرده‌است می‌توان به باشگاه فوتبال ساوت‌همپتون اشاره کرد.

## زندگی‌نامه
بارتون در همپشر متولد شد.